# مصفاة الرياض
مصفاة الرياض هي مصفاة بترول تابعة لشركة أرامكو السعودية، تقع في مدينة الرياض. بطاقة تكرير تبلغ 100 ألف برميل يومياً، (19000 م3 / يومياً).